# Plosoarang
Plosoarang is een bestuurslaag in het regentschap Blitar van de provincie Oost-Java, Indonesië. Plosoarang telt 2849 inwoners (volkstelling 2010).